# Georgian House

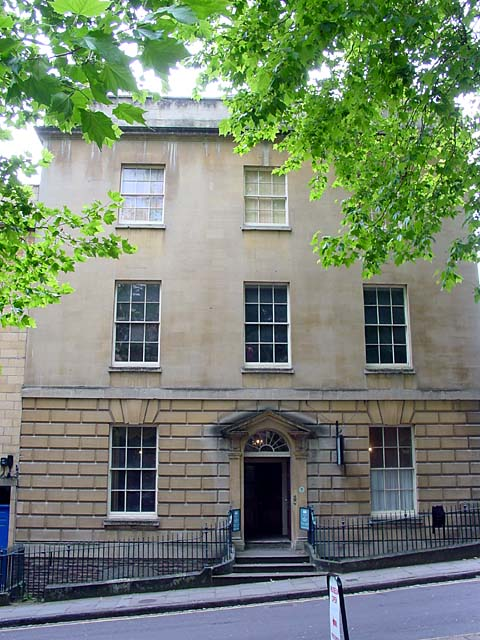
Fachada da Georgian House, Bristol.

A Georgian House é um palácio urbano de seis setecentista, localizado em Bristol, Inglaterra, no nº 7 da Great George Street. Este edifício histórico foi construído para John Pinney, por William Paty, entre 1788 e 1791. Faz parte do Charlotte Square, a obra prima do desenho urbanístico de Robert Adam.
Actualmente encontra-se aberta ao público e administrada pelo serviço dos Museus da Câmara Municipal de Bristol, depois de ter sido oferecida à cidade como museu em 1937. Constitui o exemplo bem preservado duma casa de cidade típica de finais do século XVIII, apresentando o aspecto que devia ter na época do seu construtor, apresentando decorações e mobiliários, genuinos, da época.
Foi designada pelo English Heritage como um listed building classificado com o Grau II*.

## História
John Pinney foi um mercador da Índia Ocidental que chegou a Bristol depois de se retirar das plantações, em 1783. Foi fundador da firma de mercadores de açúcar "Pinney and Tobin", tornando-se num homem muito rico. Pinney faleceu em 1818, tendo a casa passado para Charles, o seu filho mais novo.
Acredita-se que a Georgian House terá sido o local onde os poetas William Wordsworth e Samuel Taylor Coleridge se encontraram pela primeira vez.

## Interiores
No Piso Térreo encontra-se o Estúdio, o quel era, originalmente, a Biblioteca. Existem ali duas impressionantes estantes embutidas originais, assim como um retrato de John Pinney pendurado na parede. Nas traseiras do edifício situa-se a Sala do Pequeno-almoço (Breakfast Parlour), com acesso pela arcada original abrindo para a Sala de Refeições (Eating Room).
No Primeiro Andar fica a Sala de Estar (Drawing Room). O canapé e poltronas datam da década de 1780 e o papel de parede combina com um fragmento encontrado na sala. Originalmente a sala, de duas frentes, estava dvidida entre um qurto e uma pequena sala de estar. Actualmente está mobilada como uma sala de estar para senhoras. A Biblioteca contém uma gigantesca secretária estante dupla em mogno e um armário de coleccionador em carvalho folheado a nogueira. A Bíblia da família encontra-se nesta sala, a qual contém informações sobre o casamento de John Pinney e o nascimento dos seus sete filhos.
No Segundo Andar existem cinco salas, todas elas, originalmente, quartos e salas de vestir. O Quarto principal tinha originalmente um estilo muito simples, ao gosto de John Pinney. Desta forma, a cama estava suspensa num forte tecido de algodão com base num desenho simples de George Hepplewhite.
Na Cave, com acesso a partir do Vestíbulo, existe uma grande cozinha. Esta encontra-se totalmente equipada com espeto para assados e forno, além dos muitos utensílios autênticos – tachos e panelas, moldes de geleria, caixas de especiarias. A Lavandaria, na porta seguinte, contém dois recipientes de cobre para água fervente. O único abastecimento de água para a casa era feito a partir dum tanque existente abaixo do pavimento e activado por uma bomba. Na porta seguinte existe uma pequena sala equipada como sala de secagem. A Sala da Governanta mantém todas as prateleiras originais montadas, onde deviam ser guardados as sedas e os linhos. No lado oposto fica a original banheira de água fria revestida com pedra.

## Factos diversos
- O edifício é uma ilustração de como Bristol lucrou com o comércio ultramarino, aparecendo retratada na produção da BBC "A Respectable Trade", baseada na novela de Philippa Gregory sobre o tráfico de escravos.
- De facto, a casa foi habitada pelo escravo Pero, um escravo de Pinney que deu nome à Ponte de Pero (Pero's Bridge) no porto de Bristol.[3]
- A exposição actual mostra como era diferente a vida entre aqueles que habitavam acima e os que viviam abaixo das escadas.